# Sumonyi Zoltán
Sumonyi Zoltán vagy Sumonyi Papp Zoltán (született: Papp Zoltán) (Szatmárnémeti (ma: Románia), 1942. február 5. –) József Attila-díjas (1985) magyar író, költő, rádiós szerkesztő. Szépirodalmi munkásságában változtatta meg a nevét, mivel több Papp Zoltán nevű alkotó is létezett.

## Élete
Sumonyi Zoltán középiskolai tanulmányait a budapesti József Attila Gimnáziumban végezte, ahol 1960-ban érettségizett. Egyetemi tanulmányait az ELTE BTK magyar–orosz szakán folytatta 1961 és 1966 között.
1954-től Budapesten él. Első versei 1962-ben jelentek meg az Élet és Irodalomban, a Kortársban és valamint az Új Írásban. 1964-től 1966-ig a Tiszta szívvel című egyetemi folyóirat szerkesztője volt. 1966 és 1970 között a Művelt Nép Könyvterjesztő Vállalat sajtópropagandistája és szerkesztője volt. A következő tíz esztendőben a Magyar Rádiónál a bemondók osztályának vezetője. 1980 és 1987 között az irodalmi osztály szerkesztő-főmunkatársaként dolgozott, s az Irodalmi Újság, valamint a Társalgó – Másfél óra irodalomkedvelőknek című műsorok vezetője lett. 1987 és 2002 között a Rádiószínház, majd 2007-ig a Vallási és Közművelődési Szerkesztőség vezetője volt. 2002-től a Magyar PEN Club ügyvezető elnöke, 2010-től elnöke, 2011-től tiszteletbeli elnöke. A Rotary irodalmi díj – 2008-2011 kuratóriumának elnöke.

## Családja
1964-ben feleségül vette Kovács Juditot. Két fiuk született: Gábor (1966) és Gergely (1973).

## Főbb művei
- Spártai suhanc (versek, 1967)
- Teli rózsával, plakáttal (versek, 1973)
- A portré kiegészül (versek, 1977)
- Pázmány (dráma, 1979)
- Panel-halom (kisregény, 1981)
- Vas István – Arcok és vallomások (esszé, 1982)
- Pesten még nyár van (versek, 1983)
- Magyar Messiások (drámák, 1984)
- A trójaiaknak (versek, 1986)
- Csodacsikó (verses mese, 1986)
- Az igazi Menlo Park (1987)
- Tíz Bartók-levél (versek, 1988)
- Ki szól, ha baj van?! (versek, 1989)
- Pál apostol (versek, hanglemez, tv-film, 1991)
- Batthyány-breviárium (1991)
- Szívedre ne vedd (versek, 1995)
- A hegyi beszéd (cd, tv-film, 1995)
- Tizenöt zsoltár (cd, tv-film, 1996-1997)
- Újrafelfedezett titok. A magyarországi szabadkőművesekről (1998)
- A pelikán vére (történelmi regény, 1999)
- A diadal íze (történelmi regény, 2000)
- Az oroszlán torka (történelmi regény, 2001)
- Panelhalmok (regény, 2003)
- Vitéz nagyfalui Toldi Miklós szerelme és egyéb kalandjai (történelmi regény, 2005)
- Idejük van a Zsoltároknak (válogatott és új versek, 2005)
- Magyar szabadkőművesek és rotaryánusok (2008)
- Véres korona (krimi, M. J. Pedersen álnéven, 2009)
- Árpád-háziak Bizáncban – III. Béla jegyesei (történelmi esszé, 2010)
- Mátyás fényében, árnyékában – Aragóniai Beatrix (történelmi esszé, 2011)
- Nyugat – Új versek 2006-2010 (2011)
- Az azeri baltás (krimi, 2012)
- Hogy legyek hűséges fiad? (versek, 2013)
- Férjgyilkosság és bosszúhadjárat – Nagy Lajos király (történelmi esszé, 2014)
- Elégia az assisi cipőről (versek, 2014)
- Magyar Orlando (regény, 2016)
- Paraphrasen – Parafrázisok (versek, német-magyar, Bárdosi Attilával, 2019)
- Halottak, s akik még halunk – Testamentum (vers, 2019)
- Tessék mondani, milyen vallású? (Irodalmi anekdoták, 2020)
- Pompeji messze van (versek, 2021)
- Richmond grófja beint (Három egyfelvonásos Shakespeare-átirat, 2023)
- Noé a karanténban (Öt poéma, 2024)
- A naptár képei 2024 (versek, 2025)
- Zarándokút - válogatott versek (2025)

## Hanglemezek, CD-k, kazetták
Gryllus Dániel dalaival:
- Pál apostol – Dalok Pál levelei szerint (1991)
- A Hegyi Beszéd (1995)
- Tizenöt zsoltár (1997)
- Halld meg szavaimat, Isten! (Tizenegy új zsoltár, 2010)
- Pál apostol (az 1991-es album új feldolgozása; Süveges Gergő "Pál apostol" c. könyvének CD-mellékleteként jelent meg, 2011)
- Tíz példázat (2017)

## Díjai
- KISZ-díj (1971)
- Móricz Zsigmond-ösztöndíj (1977)
- Robert Graves-díj (1978)
- József Attila-díj (1985)
- Déry Tibor-díj (1988)
- Salvatore Quasimodo-különdíj (1993, 1998)
- Salvatore Quasimodo-emlékdíj (2003)
- Regionális PRIMA különdíj (2019)
- Budapest XIII. kerület díszpolgára (2023)[2]